# 日東
日東（にっとう、1689年4月22日（元禄2年3月3日） - 1738年1月20日（元文2年12月1日））は、大石寺第29世法主。

## 略歴
- 1689年（元禄2年）、阿波徳島に誕生。
- 1697年（元禄10年）10月24日、母の壽諦妙貞卒。
- 1703年（元禄16年）1月2日、壽詮蓮休卒。
- 1717年（享保2年）12月17日、文八法師品草鶏記を記す。
- 1721年（享保6年）1月5日、三信敬抄を著す。
- 1725年（享保10年）9月14日、玄籤一末草鶏記中巻を記す。10月30日、玄籤一末草鶏記を記す。11月、玄籤二別解下草鶏記を記す。
- 1728年（享保13年）8月5日、報恩抄文段講記を著す。
- 1732年（享保17年）9月19日、28世日詳より法の付嘱を受け、29世日東として登座。
- 1736年（元文元年）春、法を30世日忠に付嘱し石之坊に移る。大阪・因幡・阿波の地を遊化。
- 1737年（元文2年）12月1日、49歳にて死去した。

| 先代 日詳 | 大石寺住職一覧 | 次代 日忠 |